# Maya Gold
Maya Gold (eredeti neve Aranyi Mariann, Cegléd, 1981. augusztus 11. –) magyar pornószínésznő. Pornószínésznői karrierje 2002-ben kezdődött. Maja Gold, Maya és Mya művészneveken is dolgozott.

## Életrajz
2003-ban megnyerte a Venus-díjat „Best New Starlet (Hungary)” kategóriában.
2005-ben publikálta Az erotika üdvöskéje című önéletrajz könyvét.

## Magánélete
A pornószínésznői pályafutásának befejeztét követően Olaszországba költözött, férjhez ment és családot alapított, egy lánygyermeke van. Gyermeke 2014-ben született.

## Fordítás
- Ez a szócikk részben vagy egészben  a   Maya Gold című angol Wikipédia-szócikk ezen változatának fordításán alapul.  Az eredeti cikk szerkesztőit annak laptörténete sorolja fel. Ez a jelzés csupán a megfogalmazás eredetét és a szerzői jogokat jelzi, nem szolgál a cikkben szereplő információk forrásmegjelöléseként.